# Tongass
Tongass (Tantaqoan, Taantakwaan, Taan ta Kwaan ili Sea Lion People), pleme Tlingit Indijanaca, porodica Koluschan, s ušća Portland Canala i istoimenim selom na otoku Tongass u arhipelagu Alexander, Aljaska. Danas žive u blizini Ketchikana a otoku Revillagigedo. Područje Ketchikana bio je dom plemenima Sanya ili Cape Fox i Tongass Indijanaca, a Ketchikan Creek kojega su nazivali "kitschk-hin," ili  '"thundering wings of an eagle." '  (ili "Katch Kanna",  "spread wings of a thundering eagle",) bio je zbog obilja riba atraktivan za ribarske kampove. Godine 1885., izvjesni Mike Martin kupuje od poglavice Kyana 160 akara zemljišta gdje će niknuti budući Ketchikan. U gradu Ketchikanu još možda živi jedna ili dvije osobe koje se služe dijalektom tongass.
Njihov etnički ogranak su i Kitsumkalum (Kitzimgaylum) Indijanci, jedna od skupina tsimshiana.

## Vanjske poveznice
- Theft of Our Lands in Ketchikan - The Dark Days
- Taantakwan Teikweidee Clan  Arhivirana inačica izvorne stranice od 2. studenoga 2007. (Wayback Machine)